# Kevin Mahaney
Kevin Mahaney, né le 31 mars 1962 à Bangor (Maine), est un skipper américain. 

## Carrière
Kevin Mahaney participe aux Jeux olympiques de 1992 à Barcelone et remporte la médaille d'argent avec James Brady et Douglas Kern dans l'épreuve du Soling.